# Вотадини

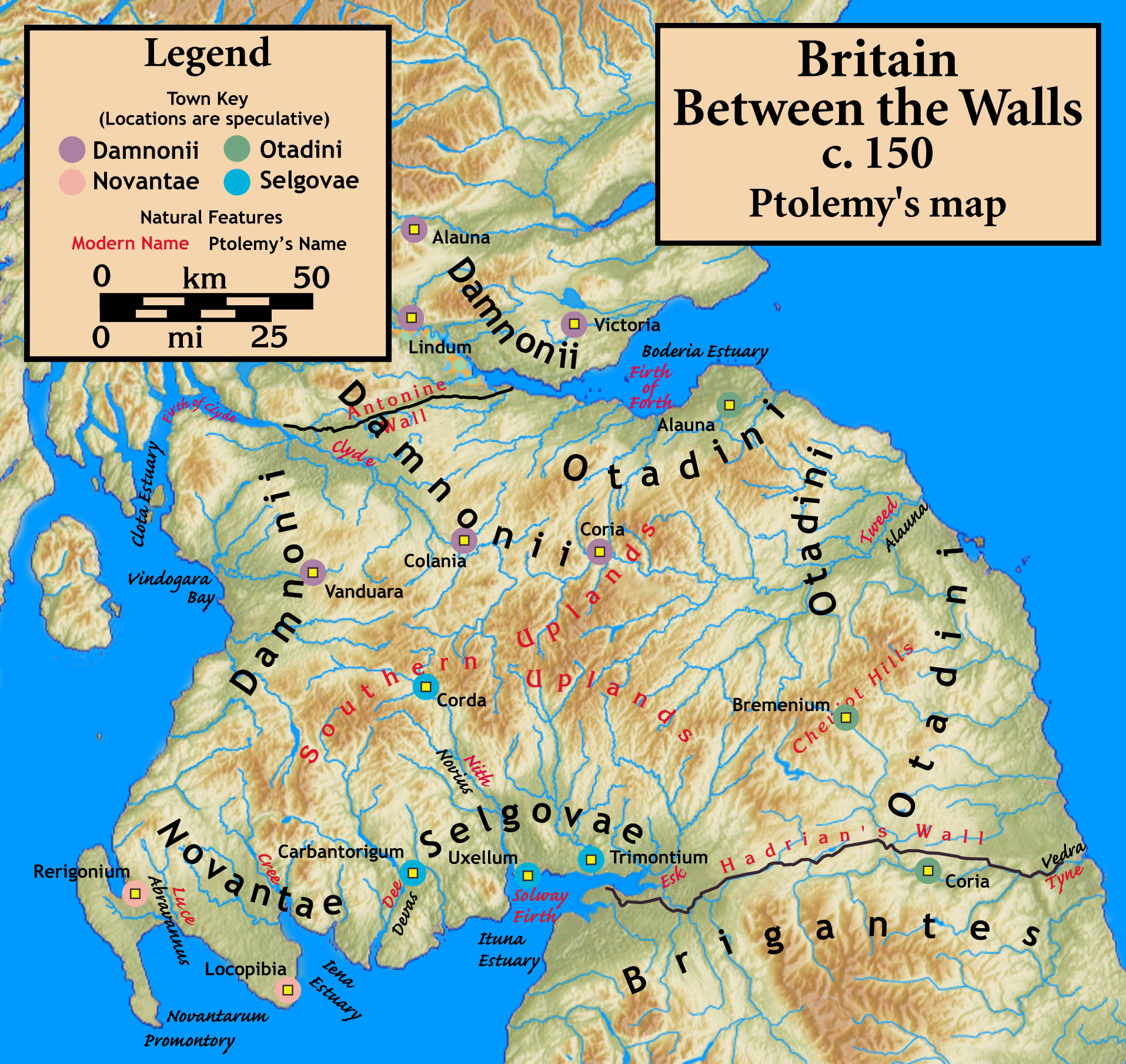

Вотадини (Wotādīnī, Votādīnī) — кельтське плем'я, що жило в залізну добу на південному заході сучасної Шотландії і північному заході сучасної Англії.
У II столітті землі вотадинів входили до складу римської провінції Британія. Головне поселення племені розташовувалося, ймовірно, на скелястому пагорбі Трапрайн-Лоу (знаходиться на території сучасної області Східний Лотіан в 6 км від міста Хаддінгтон). На початку V століття, столиця була перенесена на 32,2 км на захід до Дін-Ейдіну. Згодом з цього древнього поселення розрослося сучасне місто Единбург.
Нащадки вотадинів заснували стародавнє королівство Гододін.

## Правителі
- Афалах Бригантський (54-10 до н. е.)
- Овен ап Афалах (10 до н. е. — 25 н. е.)
- Пріден ап Овен (25-60)
- Дубін ап Пріден (60-95)
- Еуфін ап Дубін (95-130)
- Анурід ап Еуфін (130—165)
- Гірдіфн ап Анурід (165—200)
- Гірдол ап Гірдіфн (200—235)
- Гіркен ап Гірдол (235—270)
- Тацит ап Кейн (270—305), син Кейна ап Гіркена
- Падарн ап Тацит (305—340)
- Едерн ап Падарн (340—375?)
- Кунеда ап Едерн (375?-)